# Турку (аеропорт)
Аеропорт Турку (фін. Turun lentoasema, швед. Åbo flygplats) (IATA: TKU, ICAO: EFTU) — один з трьох найбільших міжнародних аеропортів Фінляндії, розташовано за 8 км N від центра Турку.
Аеропорт Турку має два пасажирських, а також два вантажних термінали.

## Авіалінії та напрямки

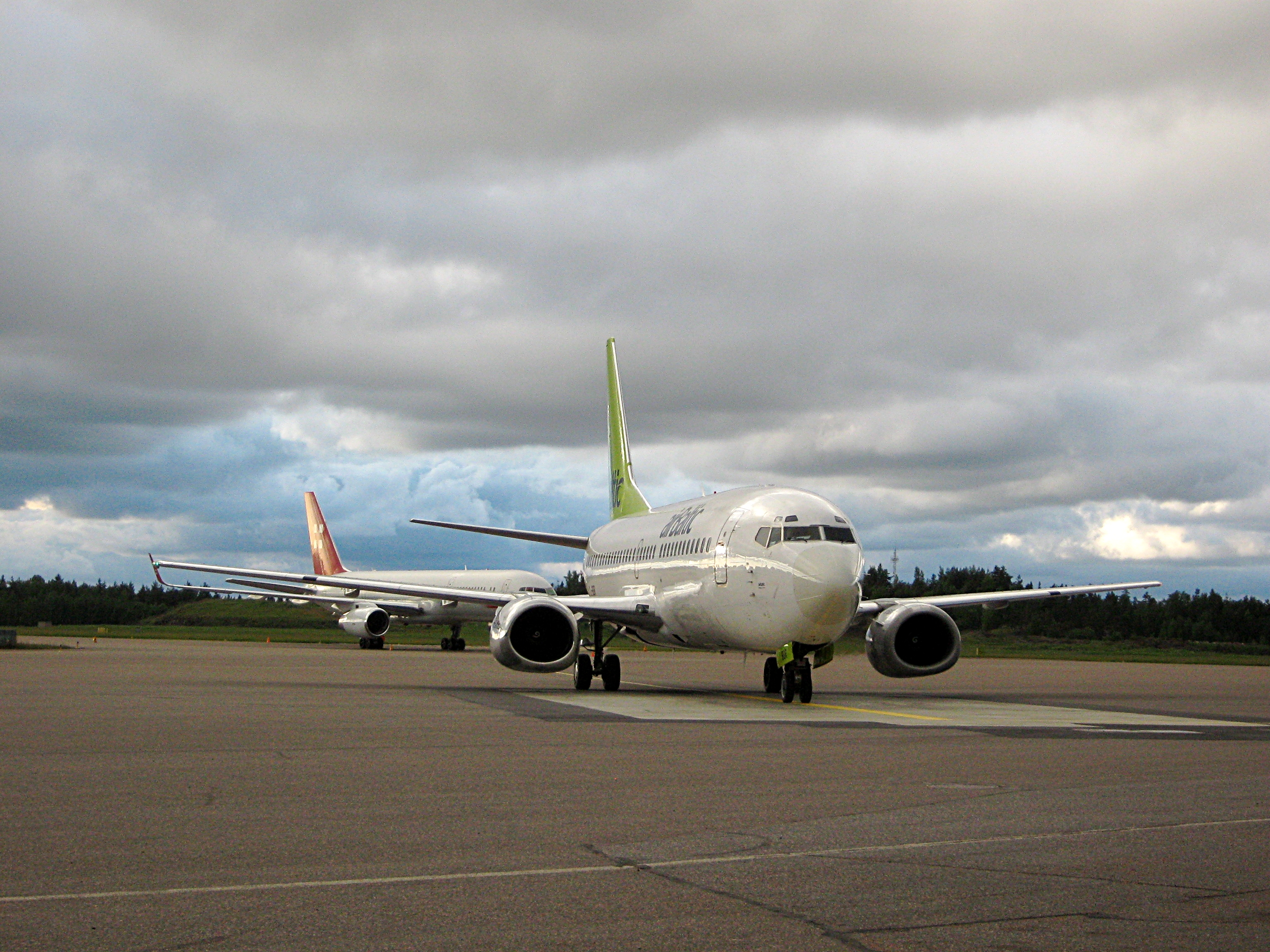
airBaltic

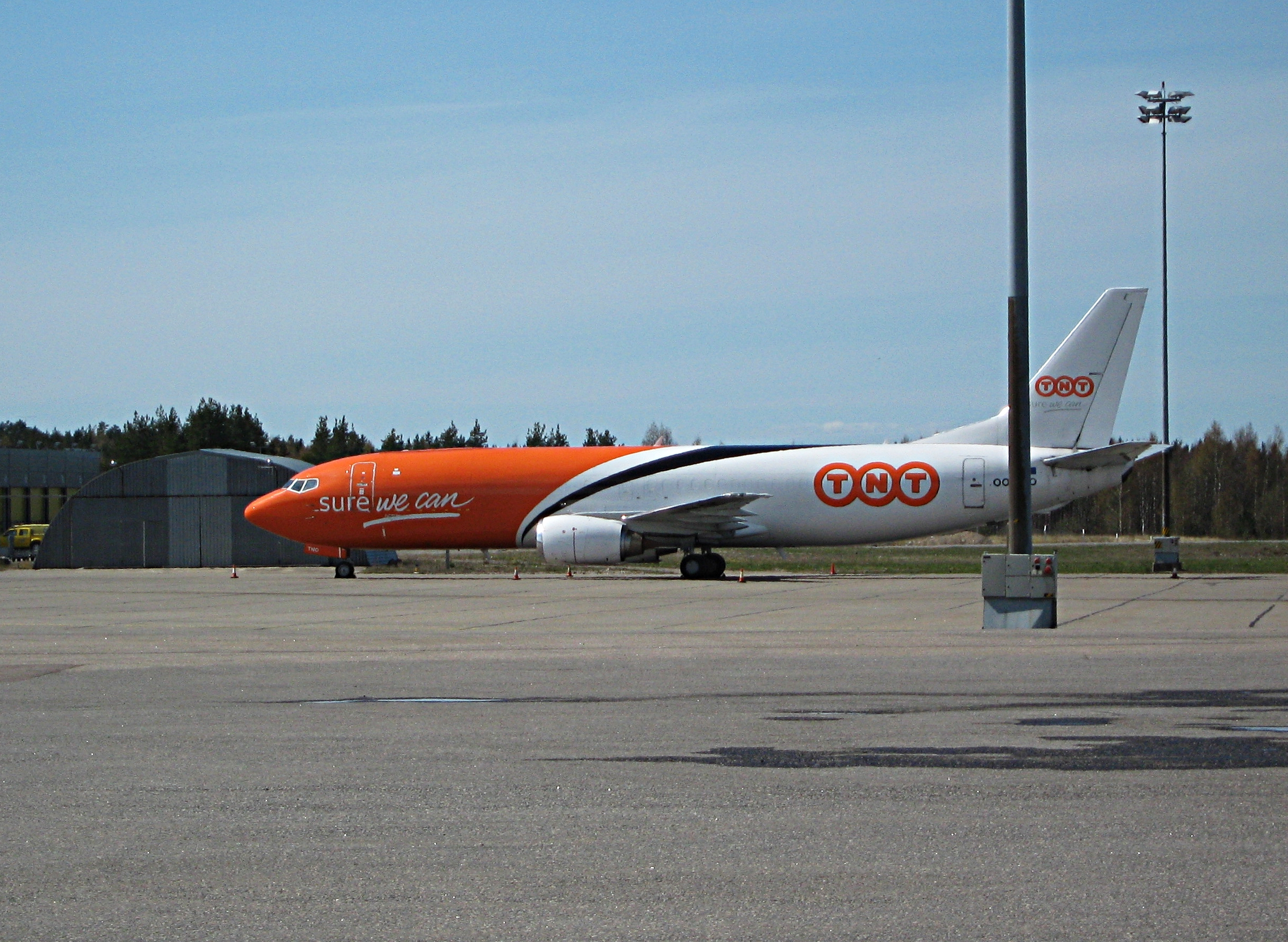
TNT

### Пасажирські
| Авіакомпанія                     | Пункт призначення                                                       |
| -------------------------------- | ----------------------------------------------------------------------- |
| airBaltic                        | Рига                                                                    |
| Air Leap                         | Марієгамн                                                               |
| Finnair                          | Гельсінкі, Марієгамн Сезонний: Кіттіля                                  |
| Scandinavian Airlines            | Стокгольм-Арланда                                                       |
| Thomas Cook Airlines Scandinavia | Сезонний: Гран-Канарія, Тенерифе-Південний                              |
| Wizz Air                         | Гданськ, Каунас, Краків (з 1 травня 2019) Лондон-Лутон (з 2 липня 2019) |

### Вантажні
| Авіакомпанія         | Пункт призначення             |
| -------------------- | ----------------------------- |
| ASL Airlines Belgium | Гетеборг, Льєж, Таллінн, Рига |

## Статистика
| Рік  | Внутрішній пасажирообіг | Міжнародний пасажирообіг | Загальний пасажирообіг | Зміна    |
| ---- | ----------------------- | ------------------------ | ---------------------- | -------- |
| 2006 | 127,582                 | 212,338                  | 339,920                | +3.6% ▲  |
| 2007 | 130,666                 | 178,116                  | 308,782                | −9.2% ▼  |
| 2008 | 102,003                 | 216,094                  | 318,097                | +3.0% ▲  |
| 2009 | 90,746                  | 187,275                  | 278,021                | −12.6% ▼ |
| 2010 | 104,533                 | 252,726                  | 357,259                | +28.5% ▲ |
| 2011 | 116,631                 | 260,902                  | 377,533                | +5.7% ▲  |
| 2012 | 109,995                 | 344,953                  | 454,948                | +20.5% ▲ |
| 2013 | 96,388                  | 228,279                  | 324,667                | -28.6% ▼ |
| 2014 | 93,107                  | 204,751                  | 297,858                | -8.3% ▼  |
| 2015 | 102,095                 | 210,010                  | 312,105                | +4.9% ▲  |
| 2016 | 97,680                  | 226,397                  | 324,077                | +3.8% ▲  |
| 2017 | 106,022                 | 227,582                  | 333,604                | +2.9% ▲  |

## Наземний транспорт
Регулярне сполучення здійснюється автобусом № 1, по маршруту Порт — Торгова площа — Аеропорт.